# Lilo & Stitch 2: Stitch Has a Glitch
Lilo & Stitch 2: Stitch Has a Glitch (Lilo y Stitch 2: Stitch en cortocircuito en Hispanoamérica y Lilo y Stitch 2: El efecto del defecto en España) es una película animada coproducida por Walt Disney Feature Animation y Walt Disney Pictures. Fue lanzada Theatrical en 2005. Es la segunda parte de Lilo & Stitch (2002), con sus acontecimientos ocurriendo antes que la secuela previa La película de Stitch (2003).
Debido a que la película presenta un tono oscuro en las emociones y a algunas escenas de acción, fue clasificada por la MPAA con un posicionamiento de PG (sigla que indica que se recomienda que los padres acompañen a los niños durante el visionado).

## Trama
La película comienza con Stitch teniendo una pesadilla, representando su miedo de volver a la maldad. Ahora Stitch vive con Lilo y Nani como parte de su exilio en la Tierra, y durante el desayuno, sus ojos se tornan verdes sin que Lilo se dé cuenta. Estos dos van a la escuela de baile de Lilo en una nave espacial, y el profesor Moses les cuenta que ha organizado un concurso en el cual, las alumnas tendrán que crear su propio baile para presentarse en el festival de primavera, Lilo quiere ganar el concurso para demostrar que es tan buena bailarina como su madre (que se presentó en el festival teniendo su edad). Al final del ensayo, las niñas hablan sobre quién ganará el concurso, y Mertle se burla de Lilo diciéndole que nunca estará a la altura de su madre, lo que desencadena que ambas peleen fuertemente al punto que Moses tiene que ir a casa de Lilo para hablar con Nani al respecto, pero no consiguen discutir el tema a profundidad por la llegada de Jumba, Pleakley y David.
Mientras todos veían una película juntos, Stitch comienza a presentar comportamientos extraños, un brillo verdoso en sus ojos y, nuevamente, la necesidad de destruir todo a su alrededor. Jumba es el único que se da cuenta del asunto, y en su nave, intenta averiguar la causa del comportamiento de Stitch, resultando en que, durante su creación, la Policía Intergaláctica había cortado su carga electromagnética, por lo que esta presentaba niveles cada vez más bajos, y si no se solucionaba de algún modo, esto provocaría la muerte de Stitch, por lo que Jumba comienza a planear la construcción de una cámara de fusión para poder estabilizarlo. Por otra parte, Stitch se muestra preocupado y asustado ahora que sus "niveles de bondad" están comenzando a reducirse, e incluso se esconde debajo de la cama de Lilo para que no lo vea, sin embargo, ella lo encuentra, y para animarlo le relata una historia sobre Elvis Presley que termina consolándolo, de modo que deciden ponerse a trabajar en el baile de Lilo para el concurso.
Al día siguiente y en busca de inspiración, Lilo y Stitch recorren diversos puntos en Hawái en los que también estuvo Elvis, sin embargo, Stitch sufre repentinos ataques que lo hacen provocar destrozos en cada lugar al que van, reduciendo así sus niveles de bondad en una gráfica que Lilo había dibujado. Mientras se sentaban en una banca para reflexionar y tratar de conseguir nuevas ideas, llega la lluvia y una gallina se roba el mapa de Lilo con los lugares donde Elvis había estado, sin embargo, ambos caen en una zanja, y el mapa se estropea cuando un camión pasa por encima de él. En medio de su tristeza, ambos van a una gasolinera cercana donde ven a unas personas tocando la guitarra, y así deciden crear una obra basada en Hi'iaka (Una diosa hawaiana). Por otro lado, Jumba termina los planos de la cámara de fusión y le pide a Pleakley que recolecte los objetos necesarios para construirla y recargar a Stitch. Uno de los objetos que quieren usar es la tostadora de Nani, sin embargo, ella se niega a entregarla al no saber lo que harían con ella. Al mismo tiempo, David quiere conquistar a Nani, y Pleakley le da consejos diciéndole que tiene que provocarle celos, armando un plan que fracasa estrepitosamente.
Lilo y Stitch practican el baile para el concurso, y cuando llega el momento de presentarlo en frente de todos en la escuela, a Stitch le da un ataque y su comportamiento destructivo deja bastantes daños. Moses le recomienda a Lilo que no lleve a Stitch al festival para evitar más incidentes, lo que provoca que ella se enoje con él sin darle tiempo de explicar, después, lo discute con Nani sin saber que los escuchaba detrás de unos arbustos, y así, Stitch decide realizar buenas acciones para convencer a Lilo de que no es malo, y aumentar sus niveles de bondad en el dibujo de Lilo, pero cuando intenta mostrarle todo lo que ha hecho, Lilo lo rechaza con agresividad, provocando una pelea que solo se detiene cuando llegan David y Pleakley en otro intento por conquistar a Nani, quien al presenciar la pelea, los envía a ambos a su habitación. Una vez dentro, Stitch intenta disculparse con Lilo por todo lo ocurrido, pero ella no acepta la disculpa debido a que él le había prometido ser bueno, y ella contaba con ello. Al final, Stitch muestra su gráfica y el aumento de sus niveles de bondad, lo que hace que Lilo recupere la confianza en él, pero antes de siquiera poder alegrarse por ello, Stitch sufre otro ataque y destroza el vestuario de Lilo, que, furiosa, abandona el cuarto.
Simultáneamente, Jumba ha terminado la cámara de fusión, sin embargo, al encenderla, esta se autodestruye, lo que deja a Jumba desanimado porque le revela a Pleakley que la pidió de un catálogo, sin embargo, este le recuerda que todavía es un científico malvado, y que por eso creó a Stitch, así que, ahora decidido, Jumba comienza a construir otra cámara para poder salvarlo. Nani y Lilo discuten el comportamiento de Stitch, mientras recuerdan viejos tiempos cuando su madre todavía seguía con ellas, mientras tanto, Stitch se entristece al ver su pesadilla convirtiéndose poco a poco en la realidad. A pesar su desastroso ensayo, Lilo de todos modos se presenta para el concurso y decide participar, al mismo tiempo que Jumba y Pleakley terminan la nueva camara de fusión, cuyo funcionamiento es cuestionado por Jumba, así que deciden encenderla solo para descubrir una alerta que indica la muerte inminente de Stitch, por lo que ambos van a salvarlo antes de que sea demasiado tarde.
En el concurso, antes de que le toque a Lilo participar, Stitch le desea suerte a Lilo, solo para sufrir un ataque repentinamente y arañar a Lilo en la cara. Espantado, Stitch huye, y cuando Lilo se presenta, la angustia es tanta que tras susurrar "Perdona, mamá" abandona el concurso para poder buscarlo, encontrándose con Jumba y Pleakley en el camino, y finalmente enterándose de por qué Stitch ha estado actuando de forma tan rara últimamente, así que junto con Nani y David lo buscan en todos lados para finalmente, descubrir que Stitch se ha ido a un planeta deshabitado en su nave espacial, sin embargo, no se rinden, y deciden seguirlo en un auto, y cuando Stitch estaba a punto de activar el hipervuelo, sufre otro ataque, perdiendo el control de la nave y estrellándose en las montañas. Lilo lo busca incluso atravesando una zanja con ayuda de una nave espacial de juguete motorizada, y al encontrarlo, ve la nave totalmente destrozada y a Stitch al borde de la muerte, llevándolo a la cámara de fusión para intentar sanarlo, y aunque todo parece perdido por unos instantes, Stitch se recupera para la alegría de todos. Y finalmente, todos bailan junto con Lilo aunque el festival haya terminado, y Lilo, Nani y Stitch miran las estrellas, mientras recuerdan a su madre.

## Reparto
- Dakota Fanning como Lilo Pelekai.
- Tia Carrere como Nani Pelekai.
- Chris Sanders como Stitch.
- David Ogden Stiers como Dr. Jumba Jookiba.
- Kevin McDonald como Pleakley.
- Jason Scott Lee como David Kawena.
- Liliana Mumy como Mertle Edmonds.

## Doblaje

### Hispanoamérica
- Raúl Aldana - Stitch
- Anaís Portillo - Lilo
- Claudia Garzón - Nani
- Maynardo Zavala - Jumba
- Rubén Trujillo - Pleakley
- Mario Filio - Kumu
- Noé Velázquez - David
- Nayeli Mendoza- Yuki
- Fernanda Robles- Mertle Edmonds
- Jessica Ángeles- Teresa
- Jimmy Rodríguez- Keonie Jhonson

- Director de Díalogo - Ricardo Tejedo
- Traductor - Juan Carlos Cortés

Voces adicionales:
- Francisco Colmenero
- Ricardo Tejedo
- Yadira Aedo
- Raúl Anaya
- Germán Fabregat
- Fernanda Robles
- Andrea Trujillo
- Izmir Flores Sayavedra
- Jéssica Ángeles
- Carola Vázquez
- Nayeli Mendoza
- José Luis Miranda
- José Luis Rivera

- Créditos Técnicos:
- Estudio de doblaje:  Taller Acústico
- Ingeniero de grabación : Luis Cortés
- Estudio de edición: Diseño en audio
- Ingeniero de mezcla: Scott Weber
- Director creativo: Raúl Aldana

- Doblaje al español producido por: Disney Character Voices International. Inc...

### España
- Abraham Aguilar - Stitch
- Andrea Rius - Lilo
- Yolanda Mateos - Nani
- Carlos Kaniowsky - Jumba
- Iván Muelas - Pleakley
- Miguel Ángel Varela - Kumu
- Iván Jara - David
- Belén Mateos- Mertle Edmonds

*Voces adicionales:
- Belén Mateos
- Juan Antonio Gálvez
- Mayte Torres